# Sheshonq VI
Sheshonq VI (Usermaatra-meriamon), il "Sheshonq IV" in francese (... – 787 a.C.?), è stato un presunto faraone della XXIII dinastia egizia.

## Biografia
Secondo l'egittologo Kenneth Kitchen, Sheshonq VI potrebbe essere stato il consorte di Karoma, madre di Osorkon III e quindi, di conseguenza, potrebbe anche essere stato il padre di questi. Altri studiosi dubitano persino sull'esistenza stessa di questo sovrano.

L'unico riferimento che possediamo è una registrazione, sul nilometro di Karnak, riferita al 6º anno di regno.

## Titolatura
| G5 |

| G5 |

|       |
| \| \| |
|       |
|       |

|  |

|       |
| \| \| |
|       |
|       |

|  |

| G16 |

| G16 |

|  |

| G8 |

| G8 |

|  |

| M23 · X1 | L2 · X1 |

| M23 · X1 | L2 · X1 |

| N5 | F12 | H6 | i | mn · n · N36 |

| N5 | F12 | H6 | i | mn · n · N36 |

| N5 | F12 | H6 | i | mn · n · N36 |

| N5 | F12 | H6 | i | mn · n · N36 |

| N5 | F12 | H6 | i | mn · n · N36 |

| N5 | F12 | H6 | i | mn · n · N36 |

| N5 | F12 | H6 | i | mn · n · N36 |

| N5 | F12 | H6 | i | mn · n · N36 |

| G39 | N5 |

| G39 | N5 |

| i | mn · n · N36 | M8 · M8 | N29 |

| i | mn · n · N36 | M8 · M8 | N29 |

| i | mn · n · N36 | M8 · M8 | N29 |

| i | mn · n · N36 | M8 · M8 | N29 |

| i | mn · n · N36 | M8 · M8 | N29 |

| i | mn · n · N36 | M8 · M8 | N29 |

| i | mn · n · N36 | M8 · M8 | N29 |

| i | mn · n · N36 | M8 · M8 | N29 |

## Datazioni alternative
| Autore        | Anni di regno                |
| ------------- | ---------------------------- |
| von Beckerath | 805 a.C./800 a.C. - 790 a.C. |
| Dodson        | 798 a.C. - 786 a.C.          |
| Shaw          | intorno al 780 a.C.          |